# Bagepalli
Bagepalli (en canarés: ಬಾಗೆಪಲ್ಲಿ ) es una ciudad de la India en el distrito de Chikkaballapur, estado de Karnataka.

## Geografía
Se encuentra a una altitud de 726 m s. n. m. a 101 km de la capital estatal, Bangalore, en la zona horaria UTC +5:30.

## Demografía
Según estimación 2011 contaba con una población de 29 984 habitantes.